# Время — московское
«Время — московское» — советский широкоэкранный художественный фильм 1976 года, снятый режиссёром Николаем Ильинским по сценарию Виктора Богатырёва на киностудии имени Александра Довженко.
Премьера фильма состоялась 2 октября 1977 года.

## Сюжет
Бригадир сельских механизаторов Назар Григоренко приезжает из-за границы на бригаду с проблемами: тракторист Чернобай разбил трактор из-за выпивки. Назар решает конфликт и советует сыну остаться на жатву вместо поездки на море с невесткой. Аннушка решает остаться, увидев любовь Валько к земле. Назар делает несколько экскурсий в мир сельского хозяйства и жатвы, пока его жена пытается уехать. В конце Назар едет в Киев, чтобы улучшить использование удобрений.

Назар Григоренко, главный механизатор, возвращается с ярмарки в США. Задуманный, нервный, он знает, что его поездка кончается. Стюардесса только что сообщила о московском времени, а героя фильма уже ждет в деревне тысяча проблем. Сначала сын Валько (Сергей Свечников) познакомит его со своей новой невестой Марией (Лариса Кадочникова), требовательной разведенной мещанкой, неспособной к домашней работе, а к тому же бесплодной. По мнению Назара, Григоренко больше не смогут быть потомственными механизаторами. Мария покинет дом. Затем последуют бесконечные конфликты с главой колхоза (Юрий Леонидов), любителем махинаций и мошенничества, и начальником технических служб Батурой, который вместе со своей командой негодяев прославился недобросовестностью и мафиозным протекционизмом.
Оригинальный текст (укр.)Назар Григоренко, головний механізатор, повертається з ярмарку в США. Задуманий, нервовий, він знає, що його поїздка закінчується. Стюардеса щойно повідомила про московський час, а на героя фільму вже чекає в селі тисяча проблем. Спочатку син Валько (Сергій Свєчников) познайомить його зі своєю новою нареченою Марією (Лариса Кадочникова), вимогливою розлученою міщанкою, нездатною до хатньої роботи, а до того ж безплідною. На думку Назара, Григоренки більше не зможуть бути потомственими механізаторами. Марія залишить хату. Потім настануть нескінченні конфлікти з головою колгоспу (Юрій Лєонідов), любителем махінацій і шахрайства, та начальником технічних служб Батурою, которий разом зі своєю командою негідників прославився несумлінністю й мафіозним протекціонізмом.
— монография «Історія українського кінематографа: 1895—1995», издание KINO-КОЛО, 2005 год

## В ролях
- Всеволод Санаев — Назар Лукич Григоренко
- Лариса Кадочникова — Анна
- Николай Тимофеев — Василий Андреевич Плющ, председатель колхоза
- Сергей Свечников — Валько
- Любовь Мышева — Алёна
- Владимир Алексеенко — бухгалтер
- Александр Милютин — Чернобай
- Людмила Полякова — Дарья Петровна
- Нонна Копержинская — Ефимовна
- Юрий Леонидов — Батура
- Здислав Стомма — Воскобойников
- Валентин Грудинин — Трошин
- Людмила Лобза — секретарь
- Иван Голубов — агрохимик
- Валентина Булатова — секретарь райкома

## Съёмочная группа
- Режиссёр: Николай Ильинский
- Сценарист: Виктор Богатырёв
- Оператор: Вадим Верещак
- Художник: Михаил Юферов
- Звукорежиссёр: Григорий Матус
- Композитор: Александр Билаш